# Echiniscus lapponicus
Echiniscus lapponicus är en djurart som tillhör fylumet trögkrypare, och som beskrevs av Thulin 1911. Echiniscus lapponicus ingår i släktet Echiniscus och familjen Echiniscidae. Arten är reproducerande i Sverige. Inga underarter finns listade i Catalogue of Life.